# NGC 5338
NGC 5338 је спирална галаксија у сазвежђу Девица која се налази на NGC листи објеката дубоког неба.
Деклинација објекта је + 5° 12' 28" а ректасцензија 13h 53m 26,5s. Привидна величина (магнитуда) објекта NGC 5338 износи 12,8 а фотографска магнитуда 13,8. Налази се на удаљености од 12,8000 милиона парсека од Сунца. NGC 5338 је још познат и под ознакама UGC 8800, MCG 1-35-48, CGCG 45-132, PGC 49353.